# FNS27時間テレビ (2011年)
『FNS27時間テレビ めちゃ²デジッてるッ! 笑顔になれなきゃテレビじゃないじゃ〜ん!!』（FNS27じかんテレビ めちゃめちゃデジッてるッ! えがおになれなきゃテレビじゃないじゃ〜ん!!）は、フジテレビ系列で2011年7月23日（土曜）18:30 - 7月24日（日曜）20:54（JST）まで生放送された25回目となる『FNS27時間テレビ』。タイトルロゴ上の表記では「めちゃ²デジッてるッ!」の後に「-What A digital we are!-」（ホワット・ア・ディジタル・ウィー・アー!）のサブタイトルが入る。ハイビジョン制作。

## 概要
テーマはタイトルにもある「笑顔になれなきゃテレビじゃないじゃ〜ん!!」。2004年（第18回）以来7年ぶりに『めちゃ2イケてるッ!』をベース・メインとし、3月11日に発生した東日本大震災（東北地方太平洋沖地震）被災者を始めとする日本中の人を笑顔にする内容を目指した。第18回同様にナインティナインが軸となり、岡村隆史がゼネラルプロデューサー、矢部浩之がアシスタントプロデューサーを務めるとの設定で「岡村が出演者への交渉やオーディションを行う」様子が『めちゃイケ』などで放送された。
初報は2011年6月21日の「FNNスーパーニュース」の『文化芸能部』で発表、この日に番組の記者会見が行われ、翌22日の「めざましテレビ」の『メディア見たもん勝ち』でも取り上げた。
第18回は各コーナーが『めちゃイケ』の人気コーナースペシャル版であったり、他番組コーナーでも『めちゃイケ』風の演出が各所にされているという構成だったが、今回は2000年代後半以降の『FNSの日』で見られた演出同様、各番組に『めちゃイケ』メンバーが赴き対決するという構成になった。
放送2日目の正午に地上アナログ放送が終了し、地上デジタル放送へ完全移行（被災地域の岩手めんこいテレビ・仙台放送・福島テレビを除く）するため、地デジ移行への大イベントを番組内で完了させた。
「3大笑顔企画」として、総合司会の1人である矢部による「27時間100kmマラソン」、宮城県で明石家さんま・今田耕司・『ピカルの定理』のピカリ隊（ピース・ハライチ・大島麻衣（当時）など）で「復興スマイルライブ」を開催するという企画、岩手県・福島県にSMAPメンバー4人が訪れ、「出張BISTRO SMAP」と題して料理を振舞うという企画が行われた。さんま・SMAPなどが被災地を訪れる企画は「東北笑顔プロジェクト」と銘打たれる。他に『めちゃイケ』の人気コーナー「歌へた」をFNS社員版で展開し、「歌へた」のプロと称されるオードリーの若林正恭等と共演するという企画も放送された。
「27時間テレビ」として放送されたのは、2008年の第22回以来3年振りである。また、2004年の第18回以来、7年ぶりに18:30放送開始となった。これは『もしもツアーズ』を休止させての処置である。FNSの日ではこの年以降、12年連続「27時間テレビ」として放送されている。

## 出演者

### 総合司会
- ワンハンドレッド
  - ナインティナイン（岡村隆史・矢部浩之）
  - 中居正広（当時SMAP）

矢部が総合司会と並行して「27時間100kmマラソン」を行ったため、スタジオメインは岡村・中居のみ。
岡村は前回の「FNSの日26時間テレビ2010 超笑顔パレード 絆 爆笑!お台場合宿!!」は体調不良の為、欠席していた。
中居は通算6回目の総合司会、総合司会担当の最多記録を打ち立てた。

### 進行
- 西山喜久恵（フジテレビアナウンサー）

### 「27時間100kmマラソン」実況
- 佐野瑞樹（フジテレビアナウンサー）

### めちゃイケメンバー
- 加藤浩次（極楽とんぼ）
- よゐこ（濱口優・有野晋哉）
- オアシズ（光浦靖子・大久保佳代子）
- 鈴木紗理奈
- 雛形あきこ
- 武田真治
- ジャルジャル（後藤淳平・福徳秀介）
- たんぽぽ（川村エミコ・白鳥久美子）
- 敦士
- 重盛さと美
- 三中元克

### めちゃデジ・スマイルズ
- 生野陽子（フジテレビアナウンサー）
- 加藤綾子（（当時）フジテレビアナウンサー）
- 松村未央（フジテレビアナウンサー）
- 山﨑夕貴（フジテレビアナウンサー）

以上の4人は『フジテレビ「パン」シリーズ』の司会経験者でもある。
- マツコ・デラックス - 本番組のみ「フジテレビアナウンサー」として出演した。

主にインフォメーションコーナーを担当。

## 放送時間
- 2011年7月23日（土曜日）18:30 - 7月24日（日曜日）20:54（日本時間、26時間24分）

## 主な放送企画・コーナー

### 3大笑顔企画
歌へた笑顔プロジェクト
各局のオーディションによって選ばれた歌へた自慢がお台場でその実力を披露し、「FNS27」のセンターを決定する。
上位に選ばれた7名は「歌へた神7」としてFNS歌へた祭に参加し、光浦・若林といったプロと共演した。
- 1位（センター）：東海テレビ警備員
- 2位：テレビ西日本アナウンサー・坂梨公俊
- 3位：関西テレビディレクター
- 4位：福島テレビ技術部社員
- 5位：鹿児島テレビ放送アナウンサー（放送当時）・石神愛子
- 6位：新潟総合テレビ営業社員
- 7位：福井テレビジョン放送アナウンサー・原渕由布奈

東北笑顔プロジェクト
地震によって被災した東北3県に対し笑顔になれるイベント。
明石家さんま&ピカリ隊の復興スマイルライブ
宮城県南三陸町志津川中学校特設ステージにて明石家さんま・今田耕司・ピカリ隊のサタデー・ナイト・ライブ JPNメンバーによるスペシャルライブを行った。
出張BISTRO SMAP
木村拓哉・稲垣吾郎が岩手県釜石市で、香取慎吾・草彅剛が福島県二本松市で出張ビストロを開催。「笑顔になれる料理」のオーダーで、釜石では油淋鶏丼とアイスクリーム、二本松市ではなみえ焼きそばにグラタンとソーセージを添えた物を1000食振舞った。
矢部浩之27時間100kmマラソン
いつも岡村の陰に隠れてナイナイや番組を支えてきた矢部を表に立たせる企画という事で7年前の加藤のリベンジも込めて100kmマラソンを行う。中継に佐野アナ、名誉コーチとして間寛平が同行した。ルートはお台場をスタートし、東京都内（東京タワー・新橋・赤坂・銀座など）を巡り再びお台場に戻る。
7年前と同様に次の様な「妨害」コントが挟まれた。
- ビートたけしが乱入併走。『かま騒ぎ』では2年ぶりに火薬田ドンに扮した。
- この日の『めざましテレビSP』に登場した「きょうのわんこ」の犬を濱口が連れてきて伴走させる。
- 寛平・池乃めだかが解説中に定番ネタの「猿と猫の喧嘩」を始めた。
- 赤坂のTBS敷地内で猫ひろし・エリック・ワイナイナ・クロちゃん（安田大サーカス）らが参加した『オールスター感謝祭』（TBSテレビ）の「赤坂5丁目ミニマラソン」のパロディを展開。休憩ポイントで映画『こちら葛飾区亀有公園前派出所 THE MOVIE ～勝どき橋を封鎖せよ!～』の両津勘吉（香取）が乱入した。
- 濱口が応援のためにつれてきた『いきなり!黄金伝説。』（テレビ朝日）のニワトリ・しゃくれが矢部用の果物を食べる。
- 途中で兄の矢部美幸と弟の龍広が併走、この時「だんご3兄弟」の替え歌「矢部家3兄弟」がめちゃイケメンバーによって歌われた。

### 土曜日（翌6:00まで）
グランドオープニング
7年前同様にナイナイ・中居の3人でオープニングトークを行い、タイトルコール後大量の紙ふぶき（スタジオの床から数センチ積もった程）が降る中スタート。進行の西山アナとめちゃデジ・スマイルズの紹介・企画内容の紹介（中継リレーによる各局の歌へた代表発表・東北笑顔プロジェクトの詳細・矢部のマラソンスタート）を行った。
各局中継ではサブタイトルの「笑顔になれなきゃテレビじゃないじゃ〜ん!!」（共通語）を各地域の方言に直した物をテロップ表示し、またそれを各局のアナウンサーが読み上げた。テレビ愛媛では友近が吉川景子アナウンサーに扮して登場した。
とんねるずのみなさんのおかげでした とんねるずVSめちゃイケ モジモジくん大激突スペシャル
とんねるずチーム：とんねるず（石橋貴明・木梨憲武）・錦野旦・バナナマン（設楽統・日村勇紀）・おぎやはぎ（小木博明・矢作兼）・有吉弘行・めちゃデジ・スマイルズ（マツコを除く）
めちゃイケチーム：岡村・中居・加藤浩次・よゐこ・オアシズ・ジャルジャル・たんぽぽ・重盛・三中
進行：伊藤利尋・高橋真麻
アナログ放送最終日にアナログなゲームとして、寿司ロシアンルーレット・金ダライロシアンルーレット・脳カベでとんねるず軍とめちゃイケ軍が対決。とんねるずチームが勝利した。
- 1回戦はめちゃイケチームの勝利。
- 2回戦は先に全滅したチームの負けだが、石橋のトラブルでアクシデントがあった為に引き分けとなった。
- 3回戦はとんねるずチームがボーナスポイントで逆転勝利。

とんねるずの『FNS27時間テレビ』出演は2004年の第18回以来の7年ぶりとなった。
ホンマでっか!?人生相談 初生SP!
司会：明石家さんま・加藤綾子・マツコ･デラックス（加藤綾子到着まで）
ゲストパネラー：岡村・武田・紗理奈・雛形・敦士・ブラックマヨネーズ・磯野貴理子・島崎和歌子・森泉
相談者：加藤浩次・稲垣・中居・矢部・田原総一朗・笑福亭鶴瓶
評論家軍団：尾木直樹・池田清彦・武田邦彦・テレンス・リー・植木理恵・門倉貴史・金子哲雄・重田みゆき・おおたわ史絵・澤口俊之
番組初の生放送。当時レギュラー放送の裏番組だった『ザ!世界仰天ニュース』（日本テレビ）の司会である中居・鶴瓶（鶴瓶は番組のファンと公言した）が出演。お返しとしてさんまが『ホンマでっか!?』休止時の『仰天ニュース』出演を約束した。この約束は翌年2012年1月11日に果たされ、仰天ニュースにさんま・ブラマヨが出演した。この日の『ホンマでっか!?TV』は『ザ・ベストハウス123 新春4時間SP』のため休止だった。
すぽると! 美女アスリート合コンSP
司会：国分太一（土曜すぽると!編集長・TOKIO）・本田朋子（土曜日担当キャスター）・江本孟紀（コメンテーター）
スペシャルゲスト：岡村・中居・マツコ
岡村・中居・福徳の男子陣と片岡安祐美・伊藤沙月・中山明日実の美女アスリート3人によるランチミーティング風3on3合コンを行った。しかし実際には合コンとは程遠く、岡村にだけボールが回らない様に仕向けるミニコントの様な内容だった。また岡村に対しほぼ全員（本田アナ・マツコ以外）がボールをぶつけるという内容に対し岡村を本気でいじめている様に見えたため、ネットを中心に批判が起こった。特に岡村に頭に強くボールをぶつけた福徳が最も批判を受け、それ以降のめちゃイケではこの事について頻繁にイジられている（「また3on3（バスケットボール）する?」と岡村に言われる、「ネットでは頻繁に炎上している」など）。
この件に関しては放送後の『ナインティナインのオールナイトニッポン』（ニッポン放送）内でも言及され、「コントとしては失敗した」と自ら演出の一環であった事を認め、反省しつつも、“主犯格”と見做した福徳の事を執拗に責め続けたり、ほぼ無関係な中山のブログを炎上させたネットに対して、苦言を呈した。
なお本田アナ・マツコは本コーナーには参加せず、その間に随時スポーツニュースを担当した。
さんま・中居の今夜も眠れない
出演者：さんま・中居・岡村
いつものさんま・中居に岡村を加えての放送。またインフォメーションも西山アナに加えマツコが参加した（そのため初めてインフォメーションセットに手を加えている）。
ビートたけしが矢部マラソン中継に紛れ込む形で計3度出演。たけしのネタのために貸し切った駐車場を矢部は何周も走っていた（その距離もコースの総距離に含まれている）。
真夜中の恋の若騒ぎ
出演者：中居・今田耕司・めちゃイケメンバー（岡村・加藤・よゐこ・ジャルジャル）・はねトびメンバー（キングコング・ドランクドラゴン・インパルス・ロバート）・ピカリ隊（ピース・ハライチ・平成ノブシコブシ・モンスターエンジン）・ホメノビAメンバー（はんにゃ・ロッチ・我が家）・FUJIWARA・品川庄司・フットボールアワー・河本準一（次長課長）
女性ゲスト：各番組の女性レギュラー（オアシズ・紗理奈・雛形・重盛・たんぽぽ・北陽・大島麻衣・渡辺直美・夏菜）・明石家さんま（最後のたけし乱入を見届けた流れでギリギリまで参加）
FNSの日恒例のかま騒ぎ。めちゃイケメンバーに加え弟分の『はねるのトびら』・『ピカルの定理』・『ホメられてノビるくんA』メンバー、さらに今田・中居を加えた総勢50名超えで行われた。マラソン中の矢部に代わり司会は西野亮廣が務めた。さんまは「若手をかきまわさない」と言っていたにもかかわらず、コーナーの元ネタの司会である事もあって自制が利かず、結局は西野をほぼ無視し一人でほとんどの時間司会を務めていた。さんまが休養のため退場後に『はねトび』内で言及されてきた山本博の彼女（通称・鬼ギャル）が生出演した。
復活!!殿様のフェロモン2011 アナログ最後のハケ水車SP
司会：今田耕司
殿様のフェロモンチーム：中山秀征・岡村・中居・加藤・よゐこ・武田・フットボールアワー・品川庄司・FUJIWARA
若騒ぎに参加した3チーム（はねトび・ピカル・ホメノビA）が引き続き出演。またプライベートでザブングル松尾も観覧。
アナログ最後の日に今田が切望した「ハケ水車」企画の復活版。ハケの数が12本、ターボ機能搭載の「V12ターボエンジン型ハケ水車」を使用し、自主規制で水着・下着ではなくレーシングスーツ・ヘルメットを着用して顔がわからない状態にしたAV女優の小倉もも、安西瑠菜、東尾真子の3名が出演した。
かつて当番組の放送作家を務めていた作家の岩崎夏海がゲスト出演し、「ハケ水車」は自身のアイデアが採用されたコーナーであることを明かした。
高橋真麻の歌う番組予報
お台場合衆国から「かもめが翔んだ日」に乗せて今後のタイムテーブルが発表された。
2011F1第10戦・ドイツGP予選
実況：竹下陽平 解説：片山右京

### 日曜日
FNS歌へた自慢
司会：岡村（ゼネラルプロデューサー） ゲスト審査員：中居・草彅剛
午前中にめざましを挟む形で前半・後半に分け、各局代表による本戦を行った。『NHKのど自慢』を忠実に再現にしたセット・BGM・生バンド演奏を使用し、岡村はゼネラルプロデューサーとして司会を担当した。
めざましテレビSP
司会：大塚範一・生野・中村光宏・軽部真一・皆藤愛子・伊藤・加藤綾子 お天気キャスター：長野美郷
ゲスト：岡村・中居 スペシャルキャスター：マツコ
5年ぶりのめざましテレビSP。ココ調「トンデモ通説」特別版として岡村・中居のトンデモ通説の検証、アナウンサー・マツコの原稿読み、たんぽぽのリポートによるMOTTOいまドキ!、きょうのわんこスペシャルを行った。この放送でマツコが宮城に行く事が決定し、マツコはスタジオでの出演はこれが最後となった。なお、同年11月に病気療養に入ることになり、そのまま翌年春に勇退した大塚にとっては現時点で最後の『FNSの日』への出演となっている。
めちゃ2ペケ×ポン 川柳助っ人SP
司会：上田晋也（くりぃむしちゅー）・本田 川柳四天王：有田哲平（くりぃむしちゅー）・タカアンドトシ（トシ・タカ）・柳原可奈子
「オカ田晋也」（岡村）率いるめちゃイケ軍と川柳四天王の対決。
川柳参観という事で光浦・紗理奈・三中の母・中居の父がめちゃイケ軍として、上田啓介（上田の兄）・三浦雄一郎（トシの兄）がペケポン軍として参戦した。
前年同様にオカ田晋也がセットにあった石ころを50点獲得の「ジャンピングチャンス」、100点獲得の「ボンバーチャンス」として使用して逆転勝利。勝利しためちゃイケ軍の家族にハワイ旅行が贈られた。
岡村が上田の格好をした事に、上田は「同い年（共に1970年生まれ）にしわを書かれてものまねされるのはショック。」だと言った。
笑っていいとも!増刊号生SP
司会：森田一義（タモリ）
アシスタント：いいともAD隊（クルット&ハリー）
月曜レギュラー陣：香取慎吾・オードリー（若林正恭・春日俊彰）・ロンドンブーツ1号2号（田村亮・田村淳）・柳原
火曜レギュラー陣：中居・さまぁ〜ず（三村マサカズ・大竹一樹）・タカアンドトシ（タカ・トシ）
水曜レギュラー陣：爆笑問題（太田光・田中裕二）・山口智充・ロッチ（中岡創一・コカドケンタロウ）
木曜レギュラー陣：千原ジュニア（千原兄弟・佐々木希・ピース（又吉直樹・綾部祐二）
金曜レギュラー陣：関根勤・草彅・劇団ひとり・萬田久子
爆笑問題は裏番組の関係で「地上デジタル放送完全移行セレモニー」の移行後から参加。
この他の当時のレギュラーのうち、水曜の秋元才加(当時:AKB48)、金曜のベッキーがそれぞれ欠席。木曜の笑福亭鶴瓶はコーナー不参加だった。
恒例の曜日対抗戦形式、岡村は中居と同じ火曜チームとして参加し、「ドヤテクZ」・「アラゆる世代をハンティング」に挑戦した。「テレフォンショッキング」終了後には逆転チャンスとしてこの春の「春のドラマ特大号」でも行われた「ゴルフボール★イッパツ落とし」が行われた。
なお、「ドヤテクZ」のコーナーでは香取が2005年の「25時間テレビ」でも披露した口でハーモニカを咥える芸を披露した。
地上デジタル放送完全移行セレモニー
地デジ完全移行数分前から説明・地デジ移行へのいいともコール・カウントダウンを行い、正午に東北3県を除く全国で地デジ完全移行。それと同時に「地デジでいいとも!」としてタモリ・岡村を加えたいいともAD隊で地デジ移行をイメージした「ウキウキWatching」の替え歌「地デジ化Watching」を歌い地デジ化完全移行を祝した。
完全移行が延期された東北3県の岩手めんこいテレビ・仙台放送・福島テレビとは生中継をつなぎ、アナログ放送が続いている事を説明した。
テレフォンショッキング 27時間テレビSP
テレフォンアナウンサー：西山アナとめちゃデジ・スマイルズ
メンバー全員での出演は初となるSMAP5人を迎えての「テレフォンショッキング」。翌日のテレフォンゲストとして黒柳徹子を紹介した。
SMAP デジタルライブ
SMAPスペシャルライブで地デジ完全移行後初の企画。スペシャルリミックスバージョン（編曲・小西康陽）で名曲メドレーを行い、中居はマイケル・ジャクソンダンスを披露。しかし岡村の「これで7年前の事（岡村が中居の代わりに踊った事）を水に流す」の言葉から、中居は熱湯風呂に叩き落され、さらに恒例のウォータースライダーの餌食にもなった。その後中居と共に香取も熱湯風呂へ入り、各種PRを行った。
クイズ!ヘキサゴンII クイズパレード!! レディースガチ対決SP
司会：島田紳助・中村仁美・三宅正治
ヘキサゴンファミリー：木下優樹菜・スザンヌ・里田まい・南明奈・misono・矢口真里・クリス松村・渡辺正行・ラサール石井・品川庄司（庄司智春・品川祐）・FUJIWARA（藤本敏史・原西孝幸）・アンガールズ（田中卓志・山根良顕）・上地雄輔・つるの剛士・フルーツポンチ（亘健太郎・村上健志）・具志堅用高・崎本大海・小島よしお・山田親太朗・岡田圭右（ますだおかだ）
地デジに完全移行し、やはりきれいな女性陣の絵を見たいのとフジを代表する番組決定戦という事で、レディース風の衣装を着ためちゃイケ女子陣（紗理奈・オアシズ・たんぽぽ・雛形・重盛）とヘキサゴン選抜女性陣（木下・スザンヌ・里田・南・misono・矢口・クリス）との対決。団長はめちゃイケ軍は岡村が、ヘキサゴン軍は藤本が務めた。ご指名タイマンクイズ・障害物競走・本気相撲の3番勝負を行った。
コーナー内で紳助が実行・審査委員長を務める『THE MANZAI 2011』 について紹介し、キングコング（西野亮廣・梶原雄太）・博多華丸・大吉（博多大吉・博多華丸）・スリムクラブ（内間政成・真栄田賢）・トータルテンボス（藤田憲右・大村朋宏）・パンクブーブー（佐藤哲夫・黒瀬純）といった本戦サーキット進出者を集めて紳助に質疑応答を行い、その中で決勝戦の司会をナイナイの2人に任せる事を紳助が公表した。
なお、『ヘキサゴン』の放送が紳助の暴力団との交流（いわゆる黒い交際）の発覚、その後の芸能界引退により9月で打ち切り終了となったため、この回が同番組の27時間テレビにおける最後の企画となった。また、第1回（1987年）から出演していた紳助も出演はこれが最後となった。
爆笑!大日本めちゃ2アカン警察 アカン刑事SP
司会：浜田雅功（ダウンタウン）
審査員：松本人志（ダウンタウン）・中居・三中・めちゃデジ・スマイルズ（マツコを除く）
刑事：岡村・加藤浩次・オアシズ・よゐこ・板尾創路（130R）・雨上がり決死隊・堀内健（ネプチューン）・ケンドーコバヤシ・ビビる大木・バカリズム・フットボールアワー（岩尾望・後藤輝基）・山崎邦正・FUJIWARA（原西孝幸・藤本敏史）・博多華丸・大吉（博多華丸・博多大吉）・板倉俊之（インパルス）・ロッチ（コカドケンタロウ・中岡創一）・柳原可奈子
出演者が抱えるアカン事件を暴露する特別編で、また岡村・中居は互いに相手の事件を捜査。さらにはMCの浜田・松本のアカンすぎる事件に関しても捜査を行った。
JRA競馬中継「第47回函館記念」（制作：北海道文化放送）
実況：福原直英
解説・配当読み：優木まおみ
みんなのKEIBA 2011の特別版となっていて、メインキャスターの2人が函館競馬場の実況ブースから生中継で出演した。
競馬ファンの蛍原徹の要望により、「アカン警察SP」の時間帯の間に差し込まれた形となった。
ネプキッズリーグ 世界の超人キッズ大集合SP
司会：ネプチューン（名倉潤・原田泰造・堀内健）・伊藤利尋
アシスタント：生野陽子
ゲスト：芦田愛菜・鈴木福
『ネプ大リーグ』で行われている「ネプキッズリーグ〜衝撃!!超人キッズ劇場〜」の『FNS27時間テレビ』特別編。

### フィナーレ
出張 BISTRO SMAP
サザエさん
ナイナイ・中居・三中が声優として出演（ナイナイ・中居は本人役、三中はカツオと共にオーディションを受ける子供役）。
通常は各パート後に直ぐCMに入るが、この回は「出張BISTRO SMAP」の進行状況を短時間に伝えた後にCMに入った。
2011 FNS歌へた祭
司会：岡村・中居・西山
プロの歌へた：若林（オードリー）・村上（フルーツポンチ）・博多大吉（博多華丸・大吉）・山口もえ・光浦・松野明美・大桃美代子・小沢一敬(スピードワゴン)
歌へたのプロによる歌へた披露。武田はサックス、雛形はピアノを演奏。小沢はご本人の槇原敬之とのデュエットを行った。ラストはプロ・歌へた神7（セット後方には歌へた神7以外の「FNS歌へた自慢」出演者全員）による大合唱を行った。めちゃイケメンバーの他、出演した歌へた芸人の相方達、「ペケポン」に出演した光浦・紗理奈・三中の母が観覧した。
タイトルは同局で放送されている年末恒例の大型音楽番組『FNS歌謡祭』のパロディ。同番組のスタッフチーム「音組」の全面協力により、グランドプリンスホテル新高輪飛天の間で使用されている本物のセット・オープニング・テロップなどを忠実に再現した。
復興笑顔劇場in宮城
さんま（裏番組出演のためコントの序盤は不参加）・今田・ピカリ隊による復興お笑いライブの開催。最後は駆け付けたマツコ・BEGIN・各地のメンバーも参加し『笑顔のまんま』の大合唱を行った。
グランドフィナーレ
マラソンゴールが近づく中、1週間前に矢部にインタビューしたVTRが流れる。岡村が休養中の時に誰よりも多く悩み苦しみ、特に自分が芸能界に誘った事に対して罪悪感も抱いていたという矢部のインタビューに、普段テレビで涙を流さない岡村・歌ヘタのプロまでが涙を流す場面もあった。そして7年前中居が壊した自転車を使って矢部を迎えに行く事に。スタジオでは『涙をこえて』の大合唱を行った。
アナウンス室長福井謙二が立会い、生田竜聖・三田友梨佳・竹内友佳の新人アナウンサーが提供を読み上げた。毎年、提供読みではその年のダイジェスト映像が流れるが、この回は提供読み時のクレジット画面のバック映像が生中継先の映像（岩手・福島の「出張 BISTRO SMAP」会場、宮城の「復興笑顔劇場」会場、東京の矢部マラソン）だった。
矢部・岡村は合流後、2人で走る事となり、番組終了2分前に揃ってゴール。スタート時に交わした「ゴールしたら全力で抱きしめる」という宣言通りがっちりと抱きしめあって終了となった。

## ゲスト
- とんねるず（石橋貴明・木梨憲武）
- 錦野旦
- バナナマン（設楽統・日村勇紀）
- おぎやはぎ（小木博明・矢作兼）
- 有吉弘行
- 明石家さんま
- マツコ・デラックス
- ブラックマヨネーズ（吉田敬・小杉竜一）
- 磯野貴理子
- 島崎和歌子
- 森泉
- 稲垣吾郎（当時・SMAP）
- 国分太一（TOKIO）
- 本田朋子（フジテレビアナウンサー）
- 江本孟紀
- ビートたけし
- 今田耕司
- キングコング（梶原雄太・西野亮廣）
- ドランクドラゴン（塚地武雅・鈴木拓）
- インパルス（堤下敦・板倉俊之）
- ロバート（馬場裕之・秋山竜次・山本博）
- ピース（又吉直樹・綾部祐二）
- ハライチ（岩井勇気・澤部佑）
- 平成ノブシコブシ（吉村崇・徳井健太）
- モンスターエンジン（西森洋一・大林健二）
- はんにゃ（金田哲・川島章良）
- ロッチ（中岡創一・コカドケンタロウ）
- 我が家（坪倉由幸・杉山裕之・谷田部俊）
- FUJIWARA（原西孝幸・藤本敏史）
- 品川庄司（庄司智春・品川祐）
- フットボールアワー（後藤輝基・岩尾望）
- 河本準一（次長課長）
- 北陽（虻川美穂子・伊藤さおり）
- 大島麻衣
- 渡辺直美
- 夏菜
- 中山秀征
- 小倉もも
- 安西瑠菜
- 東尾真子
- 高橋真麻（当時・フジテレビアナウンサー）
- 草彅剛（当時・SMAP）
- 大塚範一
- 中村光宏（フジテレビアナウンサー）
- 軽部真一（フジテレビアナウンサー）
- 皆藤愛子
- 長野美郷（当時・フジテレビアナウンサー）
- くりぃむしちゅー（有田哲平・上田晋也）
- タカアンドトシ（タカ・トシ）
- 柳原可奈子
- タモリ
- 香取慎吾（当時・SMAP）
- オードリー（若林正恭・春日俊彰）
- ロンドンブーツ1号2号（田村亮・田村淳）
- さまぁ〜ず（三村マサカズ・大竹一樹）
- 爆笑問題（太田光・田中裕二）
- 山口智充
- 千原ジュニア（千原兄弟）
- 佐々木希
- 関根勤
- 劇団ひとり
- 萬田久子
- 木村拓哉（当時・SMAP）
- 島田紳助
- 中村仁美（当時・フジテレビアナウンサー）
- 三宅正治（フジテレビアナウンサー）
- 木下優樹菜
- スザンヌ
- 里田まい
- 南明奈
- misono
- 矢口真里
- クリス松村
- 渡辺正行
- ラサール石井
- アンガールズ（山根良顕・田中卓志）
- 上地雄輔
- つるの剛士
- フルーツポンチ（村上健志・亘健太郎）
- 具志堅用高
- 崎本大海
- 小島よしお
- 山田親太朗
- 岡田圭右（ますだおかだ）
- ダウンタウン（浜田雅功・松本人志）
- 板尾創路（130R）
- 雨上がり決死隊（宮迫博之・蛍原徹）
- 堀内健（ネプチューン）
- ケンドーコバヤシ
- ビビる大木
- バカリズム
- フットボールアワー（後藤輝基・岩尾望）
- 山崎邦正
- 博多華丸・大吉（博多大吉・博多華丸）
- ネプチューン（名倉潤・原田泰造・堀内健）
- 伊藤利尋（フジテレビアナウンサー）
- 芦田愛菜
- 鈴木福
- 山口もえ
- 松野明美
- 大桃美代子
- 小沢一敬（スピードワゴン）

出演順

## 視聴率
ビデオリサーチ調べ・関東地区・世帯
番組全体の平均視聴率は関東地区で14.0%だった。
瞬間最高視聴率は24日 20:52のナインティナインの矢部浩之が100キロマラソンをゴールインしたシーンで29.8%だった（関東地区）。
コーナー別視聴率（下記参照・関東地区）
| 視聴率 | 集計時間            | コーナー名                                                                                              |
| ------ | ------------------- | --- |
| 12.0%  | 23日 18:30 - 19:00  | グランドオープニング                                                                                    |
| 18.1%  | 23日 19:00 - 21:30  | とんねるずのみなさんのおかげでした とんねるずVSめちゃイケモジモジくん大激突SP                           |
| 18.9%  | 23日 21:30 - 23:45  | ホンマでっか!?人生相談 初生SP!                                                                          |
| 15.6%  | 23日 23:45 - 翌0:30 | すぽると! 美女アスリート合コンSP                                                                        |
| 12.5%  | 24日 0:30 - 2:30    | さんま・中居の今夜も眠れない                                                                            |
| 07.3%  | 24日 2:30 - 4:30    | 真夜中の恋の若騒ぎ                                                                                      |
| 06.4%  | 24日 4:30 - 5:00    | 復活!!殿様のフェロモン2011 アナログ最後のハケ水車SP                                                     |
| 06.6%  | 24日 5:00 - 6:00    | 復活!!殿様のフェロモン2011 アナログ最後のハケ水車SP〜高橋真麻の歌う番組予報〜2011F1第10戦・ドイツGP予選 |
| 11.1%  | 24日 6:00 - 7:30    | FNS歌へた自慢                                                                                           |
| 13.1%  | 24日 7:30 - 8:30    | めざましテレビSP                                                                                        |
| 14.4%  | 24日 8:30 - 10:00   | FNS歌へた自慢                                                                                           |
| 13.3%  | 24日 10:00 - 11:15  | めちゃ2ペケ×ポン 川柳助っ人SP                                                                           |
| 14.1%  | 24日 11:15 - 12:45  | 笑っていいとも!増刊号生SP                                                                               |
| 13.4%  | 24日 12:45 - 14:45  | SMAP デジタルライブ〜クイズ!ヘキサゴンII クイズパレード!! レディースガチ対決SP                          |
| 13.5%  | 24日 14:45 - 16:45  | 爆笑!大日本めちゃ2アカン警察 アカン刑事SP〜競馬中継                                                     |
| 14.6%  | 24日 16:45 - 18:30  | ネプキッズリーグ 世界の超人キッズ大集合SP                                                               |
| 19.8%  | 24日 18:30 - 20:54  | 出張BISTRO SMAP〜サザエさん〜2011 FNS歌へた〜復興笑顔劇場in宮城〜グランドフィナーレ                     |

## 番組テーマソング
- カイリー・ミノーグ「ラッキー・ラヴ」
7年前のテーマ曲と同様、CM前ジングル（一部コーナーを除く）と提供読み時のBGMにも同曲のアレンジ版を使用。
- 涙をこえて（矢部100kmマラソン テーマソング）
- 河合奈保子「スマイルフォーミー」（めちゃデジ・スマイルズ テーマソング）

## スタッフ
- ナレーション：木村匡也、住友七絵、増田晋、DJ.ナイク
  - 服部潤（「とんねるずのみなさんのおかげでしたモジモジくん生で大激突SP」ルール説明VTR）
  - 堀井真吾（「ホンマでっか!?人生相談 初生SP」の相談者人物紹介VTR）
  - 福ノ上達也・青嶋達也・斉藤舞子（「すぽると!」のスポーツダイジェストVTR）
  - 平泉成（「めちゃ2ペケ×ポン ペケポン川柳生対決SP」出題）
  - 牧原俊幸（「クイズ!ヘキサゴンII レディースガチ対決SP」出題）
  - 大塚芳忠（「爆笑!大日本めちゃ2アカン警察」検証VTR）

[FNSの日 制作実行委員会]
- - 実行委員長：崎山純一
  - 副委員長：荒井昭博
  - 事務局長：小林彰義
  - ネットワーク部：秋山大、高盛浩和、大辻健一郎、谷口大二、竹岡直弘
  - 編成部：宮道治朗、濱潤、山本剛志、竹村大介、瀧澤航一郎、大橋華子、安喜昌史
  - 情報制作局：角谷公英
  - スポーツ局：小林稔典
  - 営業推進部：橋本英司、増子知希
  - 広報部：為永佐知男
  - 広告宣伝部：稲葉恵子
  - 総務サービス部：長坂哲夫
  - インターネット：寺記夫、下川猛
  - データ放送：柴田雅弘、藤井辰哉、勝又隆行 
    - FNS・オールデータ放送スタッフ
- 構成：伊藤正宏、高須光聖、元祖爆笑王、鈴木工務店、渡辺真也、鈴木おさむ、渡辺鐘、酒井健作、堀雅人、今関ちなつ、深田憲作、福岡孝哲、渡辺陽介 / 安部裕之、天野慎也、石田孝文、石津聡、石原健次、板垣佳珠弓、今村クニト、海老克哉、遠藤察男、大井洋一、大野ケイスケ、大平尚志、小笠原英樹、小川浩之、オークラ、金井夏生、加藤正人、北本かつら、木村祐一、倉本美津留、酒井義文、榊暁彦、白川ゆうじ、田中到、谷口雅人、中村豪、永井ふわふわ、長谷川朝二、樋口卓治、桝本壮志、樅野太紀、柳城稔麿、横山雄一郎、吉田裕司

〈フジテレビ技術〉
- - 技術プロデューサー：勝村信之、中村有吾、松本英士
  - TD・SW：藤本敏行、石田智男、横山政照、和田篤、河西純、藤本伸一、小林光行、村川正晃、大嶋徹、先崎聡、障子川雅則、佐々木信一、小川利行、西川明音
  - カメラ：長瀬正人、前田正道、辻稔、大山浩文、秋山勇人、宮本直也、樋地秀雄、小出豊、遠藤俊洋、木下鉄也、村野哲也、白石峰郎、西村孝廣、小川経一
  - 映像：斎藤雄一、小川栄治、石井利幸、田畑司、東海林学、高木稔、高橋正直、瀧本恵司、北村智宏、山下悠介、吉田崇、中井章晴、田中昭博、原啓教、竹内貴志、末永丈士
  - 音声：高橋幸則、鈴木岳登、松本政利、森田篤、元山拓巳、本間祥吾、奈良岡純一、河野弘幸、小清水健治、近藤崇宏、左口満寿、鈴木洋介、片山勇、高橋敬、斎藤由佳、佐藤博隆
  - 照明：安藤雄郎、小林敦洋、小田原敬、本沢啓史、藤井梅雄、佐藤博樹、嶺岸一彦、根本進、中村英二、堀江泰輔、八木原伸治、岩村信夫、川田敦史、植松晃一、三好裕治
  - 音響：大島啓光
  - 放送部：山下健児、横田将
  - 回線：小西孝英、吉村理希

〈マラソン中継〉
- - TD：梅川修一、伊澤明男、佐々木肇、島田靖久、古俣智則
  - SW：岩沢忠夫、坂本淳一
  - カメラ：藤江雅和、吉川和彦、細野太郎、松井光太郎
  - VE：橋本靖、福田立基、平洋太、松本賢二、鈴木貴裕、澤田将人、高木浩司
  - 音声：山田公次郎、竹下博英、福田暁史、藤田勝己、古橋淳二、佐藤博隆、大関満朗
  - 照明：堀田耕二、穴田健二

〈東北中継〉
- - TD：菅野恒雄、菊池謙、田原健二
  - カメラ：小林知司、瀬田学、若林茂人、高橋智明（OX）
  - VE：山田享、佐久間英樹（FTV）、古川毅、白波孝大
  - 音声：澤津地武志、松尾浩司、小幡一網
  - 照明：宗像徹馬、浅沼弘二、小林直貴 
    - フジテレビ・オール技術スタッフ

〈フジテレビ美術〉
- - 美術プロデューサー：三竹寛典
  - デザイン：桐山三千代、棈木陽次、鈴木賢太、齋田崇史、宮川卓也
  - 美術進行：村瀬大、林勇、中村秀美、鈴木真吾、楫野淳司、内山高太郎、伊藤則緒、石田博己、矢野雄一郎、足立和彦、荻原美樹雄、古賀飛、平山雄大、西嶋友里、糀田学
  - 美術協力：東宝舞台、チトセアート、国新産業、ヤマモリ、ナカムラ総美、エスケイシステム、輿進電化、テルミック、野沢園、京阪商会、テレフィット、神田屋、京花園、千葉洋行、東京衣裳、東京特殊効果、山田かつら
    - フジテレビ・オール美術スタッフ
- CGプロデューサー：冨士川祐輔
- CGディレクター：鈴木鉄平
- CG技術：新井清志
- 振り付け：三浦亨、JUN
- デジタルライブ編曲：小西康陽
- 編集：中根敏晶、菊地正吾、吉田裕樹
- MA：円城寺暁
- 音響効果：笠松広司
- 技術協力：ニューテレス、共同テレビ、八峯テレビ、FLT、サンフォニックス、共立、明光セレクト、田中電設工業、サークル、ダブルビジョン、京北サービス、セギル、レントアクト昭特、東北共立、福島映像企画、ACT DEVICE、ピーエッチ、IMAGICA、共同エディット、パッチワークスタジオ、OKK、バックヤードスタヂオ、J-WORKS、4-Legs、Digitalcircus、プロジェクト80、ラビットムーン、BABY SOUND LUCK、NOISE、マルチバックス、デジデリック、ライスフィールド
- 協力：TBS、服部栄養専門学校、タカハシレーシング、SANKEI、フォーミュレーション、ジーワン、アドゲイプロモーション、ビーブス、写真：三宅英文、南三陸ホテル観洋、本吉タクシー、テレビ朝日
- 岩手中継協力：いわて三陸復興食堂、釜石市のみなさん
- 福島中継協力：浪江町商工会、安達町振興公社、二本松市のみなさん
- 宮城中継協力：福興市、南三陸町のみなさん
- 制作協力：IVSテレビ制作、アルファ・グリッド、エスエスシステム、FCC、共同テレビ、THE WORKS、笑軍様、スタッフラビ、TVBOX、D:COMPLEX、NEXTEP、BEE BRAIN、フロンティアーズ、ユーフィールド、ザ・スピングラス・吉本興業、ジャニーズ事務所、アーティストハウス・ピラミッド、アヴィラ、アミューズ、アライバル、太田プロダクション、オスカープロモーション、オフィス北野、サンズエンタテインメント、松竹芸能、プロダクション人力舎、田辺エージェンシー、ナチュラルエイト、ホリプロ、ホリプロコム、ワタナベエンターテインメント
- タイムキーパー：平野美紀子、槇加奈子、楮本眞澄、松下絵里、斉藤裕里、石井成子、山口美香、石原由季、江野澤郁子、山口奈保美、髙木美紀、水越理恵、海老澤廉子、星美香
- デスク：林田直子、市川亜季、小林琴美、小林初美、佐熊礼子、鈴木桂子、弦牧和子、中成子、保坂美帆、三浦理沙、箭内園子、渡辺美保、草薙結喜子、長沢有希、馬場美沙
- 制作進行：内海雅、矢崎裕明
- アシスタントプロデューサー：大平智恵
- フロアディレクター：福司龍太、永井壽之
- 中継スタッフ：乾充貴（関西テレビ）、岡村恭子、亀森幸二、河井二郎、菊地泰子、栗田博、城間康男、高橋味楓、千葉洋美、橋本伸行、秦野晃子、三浦雅登、山下直美
- フジテレビディレクター：有川崇、飯村徹郎、飯山直樹、池田哲也、板谷栄司、印田弘幸、遠藤達也、大野悟、岡田純一、奥村達哉、小倉伸一、金子傑、木月洋介、木村剛、河本晃典、黒田源治、後藤夏美、小仲正重、小林美鳥、近藤真広、酒井範行、塩谷亮、島本亮、鈴木善貴、高木健太郎、高橋潤、竹内誠、武田誠司、田中孝明、出口敬生、中川将史、浜崎綾、早川和孝、原武範、萬匠祐基、平岡大二郎、福山晋司、藤井貴代美、古澤光広、升本琢也、松永健太郎、松本祐紀、マッコイ斉藤、宮崎鉄平、蜜谷浩弥、代々木明徳、渡辺剛・明松功、松本泰治、北村要、當麻晋三、内山真吾、日置祐貴
- フジテレビプロデューサー：きくち伸、神原孝、赤池洋文、石川綾一、江本薫、太田一平、岡泰二、亀高美智子、岸原秀治、北口富紀子、黒木彰一、金佐智絵、児玉芳郎、小室俊一、清水泰貴、菅野貴志、田隝宗昭、冨田哲朗、仲村孝明、西雅史、長谷川雅宏、濱野貴敏、原島雅之、春名剛生、双川正文、増谷秀行、三浦淳、藪木健太郎、渡辺琢
  - フジテレビバラエティ制作センターオールスタッフ
- 制作：加茂裕治、小須田和彦、小松純也
- プロデューサー：中嶋優一/坪井貴史、朝妻一、山本布美江
- チーフプロデューサー：佐々木将
- ゼネラルプロデューサー：港浩一
- 総合演出：戸渡和孝
- 企画統括：片岡飛鳥
- 制作著作：フジテレビ/フジネットワーク27社

## 関連番組
- FNS27時間テレビ 全国行脚SP - 7月19日 19:00 - 20:54（『カスペ!』枠・テレビ大分を除く）
- FNS27時間テレビ2011 直前SP - 7月23日 13:00 - 15:00（東海テレビ・関西テレビは15:00 - 17:00に時差ネット。富山テレビ・高知さんさんテレビでは未ネット） - 上記番組を再編集した物を放送。
- デカパン - 7月18日 - 21日深夜5分枠（フジテレビ・一部ネット局のみ） - マツコ・デラックスとナインティナインによる事前番組。